# Basílica menor de la Inmaculada Concepción (Batangas)
La Basílica Menor de la Inmaculada Concepción  (en tagalo: Basilika Menor ng Inmaculada Concepción) es una basílica menor en Batangas, Filipinas. Se hizo una parroquia independiente en 1614 bajo la advocación de la Inmaculada Concepción. Se cree que Padre Diego de Mojica construyó el primer templo provisional hecho de materiales ligeros en 1578. La Iglesia fue puesto bajo la advocación de la Inmaculada Concepción. Esta primera iglesia fue afectada por un incendio que destruyó toda la ciudad en 1615. Pertenece a la arquidiócesis de Lipá.
El entonces Padre Provincial, P. Pedro Cuesta, demolió la antigua iglesia que se encontraba en lugar y que era demasiado pequeña por el aumento de la población de la ciudad y comenzó la construcción de una nueva en el mismo sitio en 1851. El 13 de febrero de 1945, se declaró la iglesia Basílica Menor de la Inmaculada Concepción. La declaración fue hecha a petición del obispo local.

## Véase también

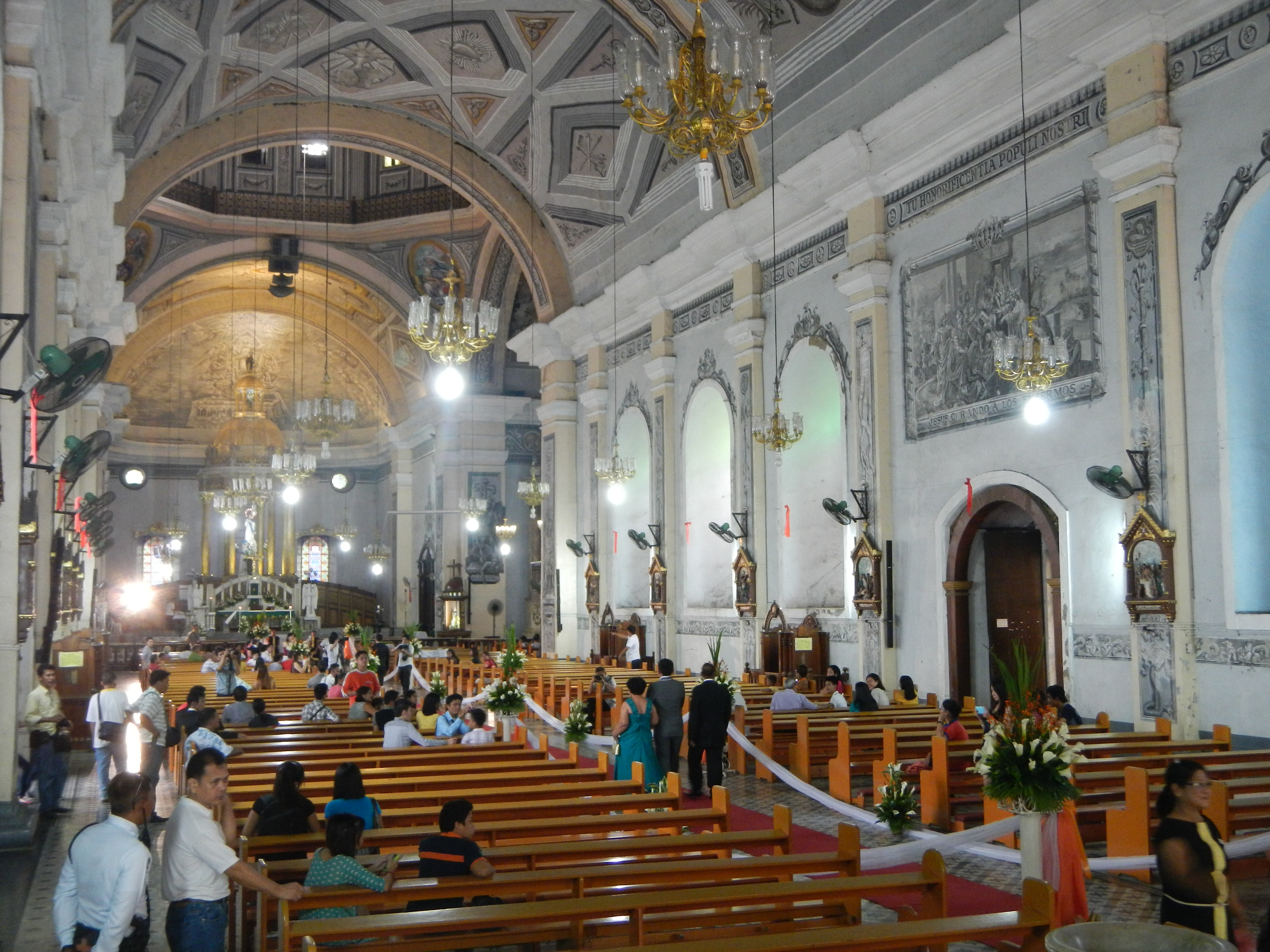
Vista interna